# Судзукі Акіра
Судзукі Акіра (鈴木 章, нар. 12 вересня 1930, Мукава) — японський хімік, лауреат Нобелівської премії з хімії за 2010 рік за дослідження синтезу сполук карбону з паладієвими каталізаторами. Першовідкривач реакції Судзукі.

## Біографія
Народився 12 вересня 1930 року в селищі Мукава, на острові Хоккайдо. Навчався в університеті Хоккайдо, після його закінчення у 1959 році залишився в аспірантурі. У 1959 році здобув ступінь доктора філософії з хімії. З 1963 по 1965 року був постдоком з Гербертом Брауном в університеті Пердью, після чого повернувся в університет Хоккайдо на посаду повного професора. В 1994 році пішов на пенсію.

## Публікації
- Akira Suzuki und Herbert C. Brown: Organic Syntheses via Boranes. Volume 3: Suzuki Coupling. Aldrich Chemical Co., Milwaukee, Wis. 2003, ISBN 0-9708441-9-0

## Відзнаки
- 1986 Weissberger-Williams Lectureship Award
- 1987 Testimonial from the Korean Chemical Society
- 1989 Chemical Society of Japan Award
- 1995 DowElanco Lectureship Award
- 2000 H. C. Brown Lecturer Award (Purdue University)
- 2001 Distinguished Lecturer Award (Queen's University (Kingston))
- 2001 Почесний член Аргентиського товариства органічної хімії
- 2010 Нобелівська премія з хімії